# Streptomyces somaliensis
Streptomyces somaliensis Waksman, Henrici 1948 è un batterio Gram-positivo appartenente al genere Streptomyces. Dotato di proprietà proteolitiche, è stato isolato per la prima volta da un micetoma sviluppatosi sul piede di un uomo in Somalia, da cui il nome della specie. Si tratta di un agente patogeno per gli esseri umani; la patologia più frequentemente causata da S. somaliensis è l'actinomicosi.